# Noël del Bello Racing
Noël del Bello Racing est une écurie française de sport automobile fondée par Noël del Bello.

## Histoire

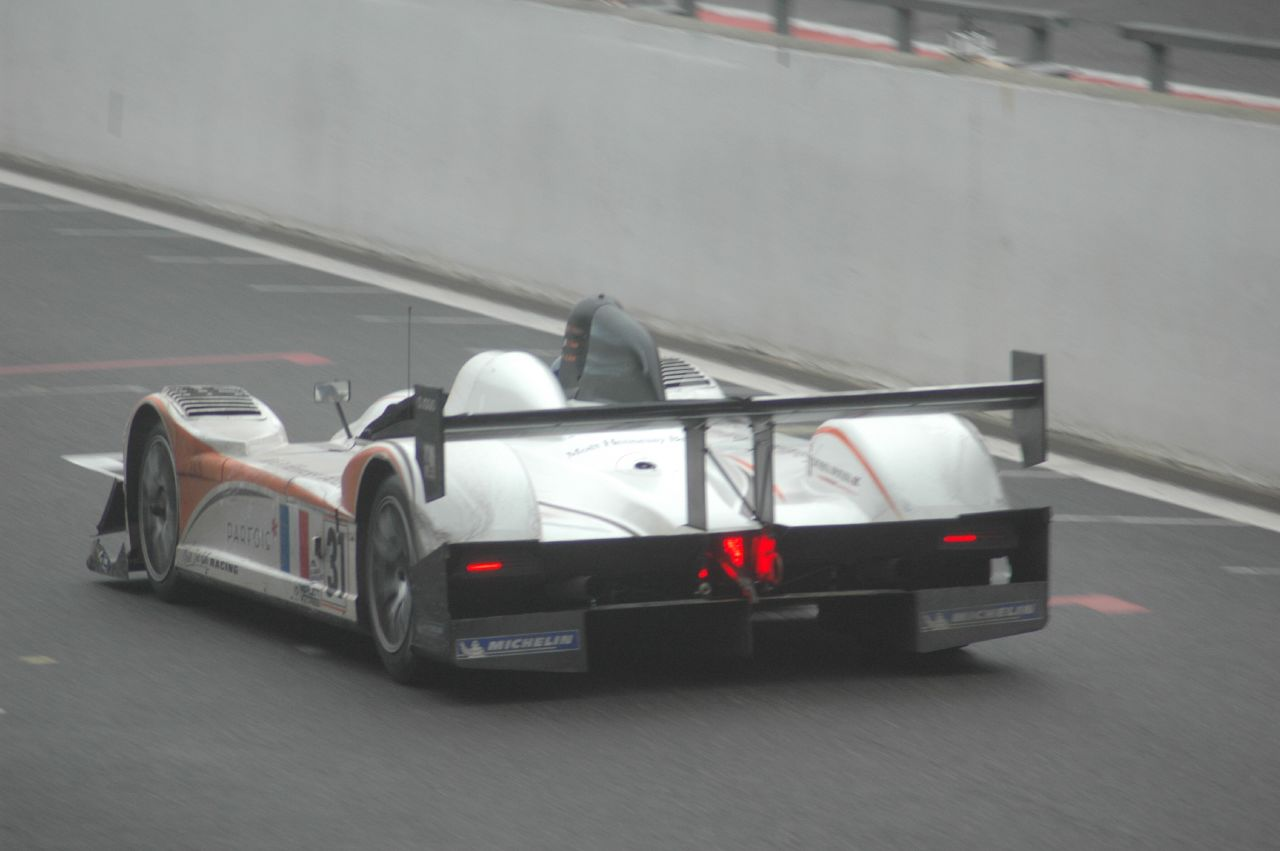
La Courage C65 lors des 1 000 kilomètres de Spa 2005.

En 2003, l'écurie participe aux 1 000 kilomètres du Mans, puis aux 24 Heures du Mans, qui se soldent par une quinzième place au classement général.
En 2006, l'écurie participe aux 24 Heures du Mans sur Porsche 911 GT3 RSR (996). L'écurie y participe à nouveau en 2007, mais la Courage LC75 n'est pas engagée pour les 1 000 kilomètres du Nürburgring.